# Чеська старорожева порцеляна
Чеська старорожева порцеляна (чеськ. Starorolský porcelán) — відома в сучасній Чехії і далеко за її межами національна порцеляна.

## Історія виникнення. Сировина
Ще в XVI столітті під час розробок і облаштування вугільних шахт в долині річки Огрже була знайдена біла глина. Тоді вона не знайшла використання.
У 1791 р. в містечку Горні Славков зафундували керамічну майстерню. Тоді й використали місцеву глину(каолін) для вироблення фаянсу — тут виготовляли горщики, посуд, люльки для курців. Через рік вирішили виробляти порцеляну, тим паче, що рецепт сировини приблизно знали, а поряд знайшли ще одну складову порцелянової сировини. Але вироблена первісна порцеляна була не досить вдалою.
Не досить вдалими були і спроби налагодити виробництво порцеляни і в Бржезові, і в Клашторце-на-Огрже. Головне, не було рецептів вогнетривких фарб, а без них порцеляна не була привабливою і конкурентноспроможною.

## Ходов
Ходов — ще одне містечко неподалік від Горні Славкова та уславлених Карлових Вар (тоді модного курорту Карлсбад). В Ходові теж заснували керамічну майстерню на паях і змогли виробити перший, досить вдалий зразок бісквіту (білої неглазурованої порцеляни). Прийшов перший успіх.

## Народження старорожевої порцеляни. Назва
Вдруге успіх ініціативні майстри з Ходова отримали після довгих експериментів з сумішами вогнетривких фарб. Метою було отримання довготривкої рожевої фарби. Аби надати виробам неповторності, вирішили зробити рожеву фарбу, що нагадувала модну назву меблів — «старорожеві». Вирішили зробити і «старорожеву» порцеляну.
Втретє успіх прийшов після якісної праці художників. Чеська старорожева порцеляна стала конкурентноспроможною і популярною. Разом з іншими марками Богемії(тогочасної назви Чехії) старорожева порцеляна Ходова потіснила з ринків навіть вироби Віденської порцеляни Аугартен. І завод у Відні припинив виробництво.
Тавром для своїх виробів в Ходові обрали зображення двох дерев та монограму " СН ". Стилістика виробів нагадує святкове, грайливе рококо.

## Довге життя
Чеська старорожева порцеляна отримала авторитет і довге життя. Її охоче купували на курорті і вона розійшлася містами і садибами Європи, як і уславлена порцеляна з Мейсена чи Севра. Не припинилося виробництво і в 20 столітті.